# Ĉ
Ĉ (minuskel: ĉ) er en konsonant på kunstsproget esperanto, skabt af Ludwig Zamenhof. Bogstavet er et C med cirkumfleks og udtales [t͡ʃ].
Bogstavet optræder som det fjerde i esperantos alfabet. På dansk vil lyden "tj" komme nærmest. Andre sprog, især nogle slaviske sprog, bruger bogstavet Č til at skrive den samme lyd.
Det ses ofte, at ĉ skrives som cx eller ch.